# Adoptuj kardinála
Adoptuj kardinála (též pod názvy Adoptuj si kardinála či Adoptujte kardinála, anglicky Adopt a Cardinal, německy Adoptieren Sie einen Kardinal!) byla hromadná modlitební akce organizovaná a sponzorovaná v době konkláve v roce 2013 mezinárodním mládežnickým katolickým hnutím Jugend 2000, působícím od roku 1990 převážně v německojazyčných zemích v duchu Nové evangelizace navazující na druhý vatikánský koncil. Statisíce dobrovolníků si nechaly přidělit konkrétního kardinála, jemuž pak vyprošovali pomoc Ducha svatého při volbě nového papeže. 

## Popis akce
Internetovou stránku www.adoptcardinal.com vytvořila 27letá Julia Kleinheizová z Allgäu spolu s dalšími sedmi nadšenci. Ve zprávě Francouzské tiskové agentury byl za skupinu tvůrců webové stránky jmenován 37letý Ulli Heckl. Původně akci zamýšleli v malém, jen pro své přátele a rodiny, nakonec vznikla v 9 jazycích.
Hnutí vyzvalo k modlitbám za účastníky konkláve, při němž byl volen nový papež. Pokud zájemce zaregistroval své jméno a e-mailovou adresu na internetových stránkách adoptcardinal.org, redakční systém mu náhodně automaticky přidělil jednoho konkrétního kardinála, za něhož se dotyčný měl modlit k Duchu svatému před a během konkláve a tři dny po jeho skončení. Vybrat si kardinála podle vlastního vkusu nebylo v tomto systému možné. 
Úvodní otázky na webu doporučily účast na modlitební akci těm, kteří jsou nekonečně vděčni Bohu za to, že nám dal skvělého, moudrého a přívětivého papeže v Benediktu XVI., a kteří upřímně věří, že církev bude obdařena vhodným nástupcem, skálou víry, vůdcem otevřeným k Duchu svatému, papežem zbožným a svatým, a kteří jako důležitá část Kristova těla chtějí přispět silou svých modliteb k tomu, aby Duch svatý vedl, chránil a osvěcoval naše kardinály, když budou určovat dalšího nástupce svatého Petra.

## Reakce a účast
V pátek 8. března 2013 vatikánský mluvčí Federico Lombardi informoval veřejnost o modlitebním hnutí podporovaném webovou stránkou a o tom, že se již přes 350 tisíc lidí přihlásilo, a oznámil, že kardinálové byli o webu informováni, což francouzská tisková agentura prezentovala tak, že Vatikán webové stránce požehnal.
Dne 9. března 2013 bylo přihlášeno již kolem 400 000 zájemců, při zahájení konkláve již asi 500 000 zájemců a v době vyhlášení volby papeže Františka asi 550 000 zájemců.
Svého kardinála si adoptovali nejen jednotlivci, ale i celé kláštery či školní třídy, novinoví zpravodajové i například slovenská televize Joj. Podle Ulliho Heckla byl o akci ohromný zájem z farností, náboženských kongregací a dokonce i z domovů seniorů.

## Obdobné akce
Více než 40 dní před ohlášením rezignace papeže Benedikta XVI., tedy když se ještě ani nechystalo konkláve, zahájilo slovenské Združenie kresťanských spoločenstiev mládeže k 20. výročí vzniku samostatné Slovenské republiky 1. ledna 2013 modlitební akci Adoptuj si politika. Akce probíhala v rámci projektu Tvoje věc a věřící si v jejím rámci mohli vybrat politika, za kterého se budou modlit, podle proklamace „místo nekonečného kritizování a distancování se od politiky chceme zaujmout postoj, v němž se bude zračit odpovědnost za tuto zemi a za její budoucnost“. Do akce se na Slovensku během prvního půlroku zapojilo na tisíc lidí. K výročí listopadové revoluce se 17. listopadu 2013 akce rozšířila i do České republiky, kde ji podle Českého rozhlasu měla organizovat Křesťanská misijní společnost, která už od 90. let koordinovala modlitby za poslance a senátory (na webu české akce je však podepsané slovenské ZKSM). Český rozhlas považoval za klíčovou otázku, zda se v dnešním Česku ještě najdou politici, za něž by se čeští věřící byli ochotní pomodlit. Webová stránka dává zájemci vybrat ze 4 náhodně vybraných politiků, ale i možnost zobrazit si další 4 náhodně vybrané politiky anebo seznam všech politiků, v němž je vyznačen počet lidí, který se za jednotlivé politiky modlí. Organizátoři zdůrazňují, že nejde o propagaci nějakých politických stran ani o prosazení jakéhokoli politického názoru. Cílem má být prosazení hodnot jako je spravedlnost, čestnost, úcta k životu, sjednocení křesťanů v modlitbě, nahrazení nadávek a arogance láskou ke státním představitelům, vytváření pravdivého obrazu o politickém dění a zapojení lidí do něj s úsilím o spravedlnost a pokoj a výkon státních funkcí v bázni Boží jako služby druhým.